# Tei
Teiul, sau Tilia, este un gen care cuprinde aproximativ 30 de specii de arbori, nativ zonelor temperate ale emisferei nordice, în Asia (unde majoritatea diversității speciilor este găsită), Europa și Estul Americii de Nord. Teii sunt copaci foioși, ajungând până la 40 de metri înălțime, cu frunze cu o anvergură de 6 –20 cm, străbătute de nervuri.
Numărul exact de specii este incert deoarece multe dintre ele hibridează spontan, atât în sălbăticie cât și cultivate. Teiul prezintă flori hermafrodite. Polenizarea se face prin intermediul insectelor (au flori entomofile). Culoarea scoarței este verde cu maro. Înălțimea maximă a teiului este de 40 de metri.

## Particularități dendrologice și geografice
Frunzele sunt lung-pețiolate, rotunde, ascuțite la vârf, iar pe fața inferioară se observă nervuri proeminente.
Teiul produce flori, în număr de 2–10 pe ram, uneori și mai multe, de culoare alb-gălbuie, plăcut mirositoare, așezate pe un peduncul comun, concrescut aproape pe jumătatea lungimii lui, cu o bractee lungă în formă de limbă, de culoare verde-gălbuie. Fiecare floare este formată din 5 sepale care cad în momentul înfloririi, 5 petale, numeroase stamine și un ovar globulos.
Fructul este o nucă de formă sferică sau ovală de dimensiuni mici.
Teiul este răspândit prin pădurile din regiunile deluroase până aproape de zona muntoasă.
Este mai puțin invaziv decât carpenul. Fiind o specie de amestec, foarte rar formează arborete pure. În zona molidului, teiul este o specie fertilizantă a solului.
|                                          |
| Frunză de Tilia × europaea (teiul comun) |

|              |
| Flori de tei |

|               |
| Fructe de tei |

|                          |
| Frunze și trunchi de tei |

|              |
| Flori de tei |

## Istorie și longevitate

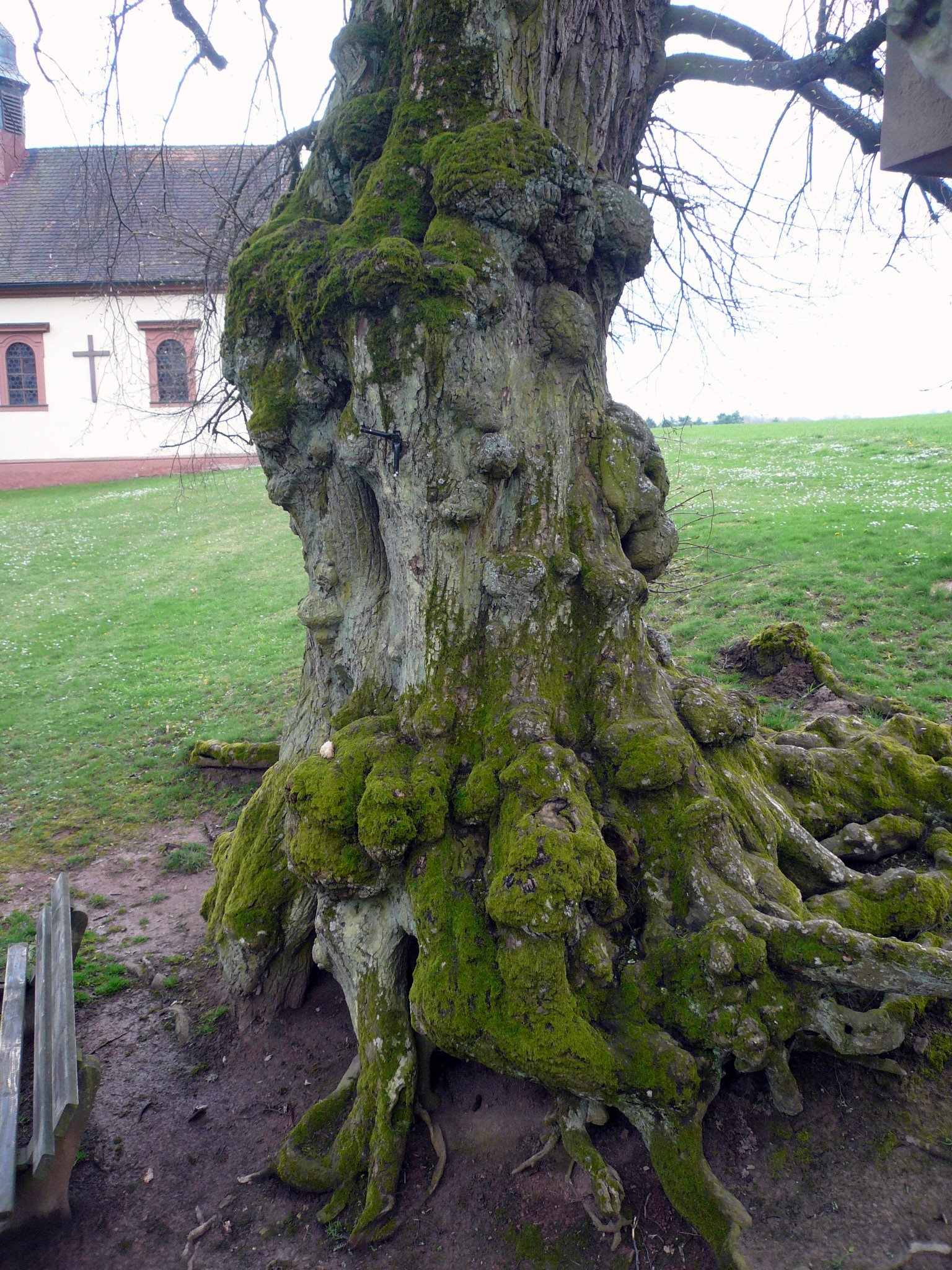
Rămășițele unui tei milenar, Frankenbrunn, Bad Kissingen, Bavaria

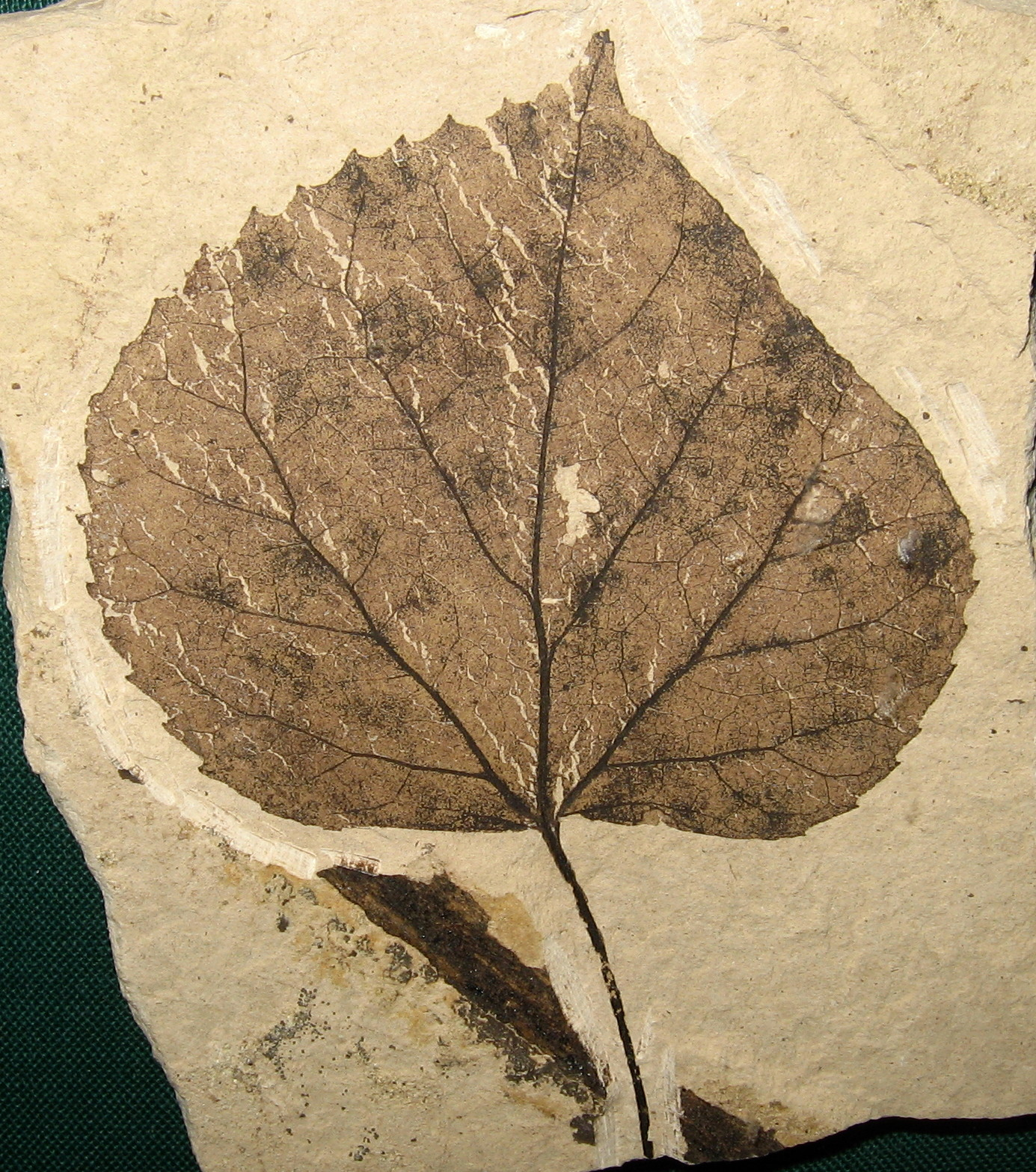
T. johnsoni. Frunză fosilizată de tei, Washington, SUA

În Europa au fost documentați tei multi-seculari și milenari. De exemplu, o plantație de Tilia cordata, aflată în Westonbirt Arboretum, Gloucestershire, are o vârstă de aproximativ 2.000 de ani.
De asemenea, în curtea Castelului Imperial de la Nürnberg există un tei despre care se spune că a fost plantat de împărăteasa Cunigunde, soția împăratului Henric al II-lea, plasând vârsta arborelui, la momentul descrierii (1900), la 900 de ani.
Un alt exemplu este teiul din Neuenstadt am Kocher, în provincia Baden-Württemberg din Germania, care a fost evaluat la 1.000 de ani.
Pe de altă parte, "Bătrânul Tei" din Naters, Elveția, este menționat într-un document medieval din 1357, fiind descris de autorul respectiv ca fiind deja "magnam" (uriaș).
Teiul din Najevnik (Najevska lipa), este un Tilia cordata de circa 700 de ani, considerat cel mai gros arbore din Slovenia.
Teiul lui Eminescu este un exemplar semimilenar de Tilia tomentosa, situat în Parcul Copou din Iași.
Teiul hibrid din Bârnova este un tei hibrid natural, Tilia x haynaldiana Simk. (T. platyphyllos x T. tomentosa), cu o vârstă de aproximativ 660 de ani, aflat la 10 km sud-est de Iași, în apropiere de mănăstirea Bârnova ("Arborele Anului" în 2011) 
Alt arbore multisecular este Teiul Sfântului Laurențiu (în engleză "St Lawrence Lime Tree"), înalt de circa 30 metri, crescut în interiorul terenului de crichet "St Lawrence Ground" din Canterbury, Kent. Prăbușit natural, în urma unei furtuni, în 2005.

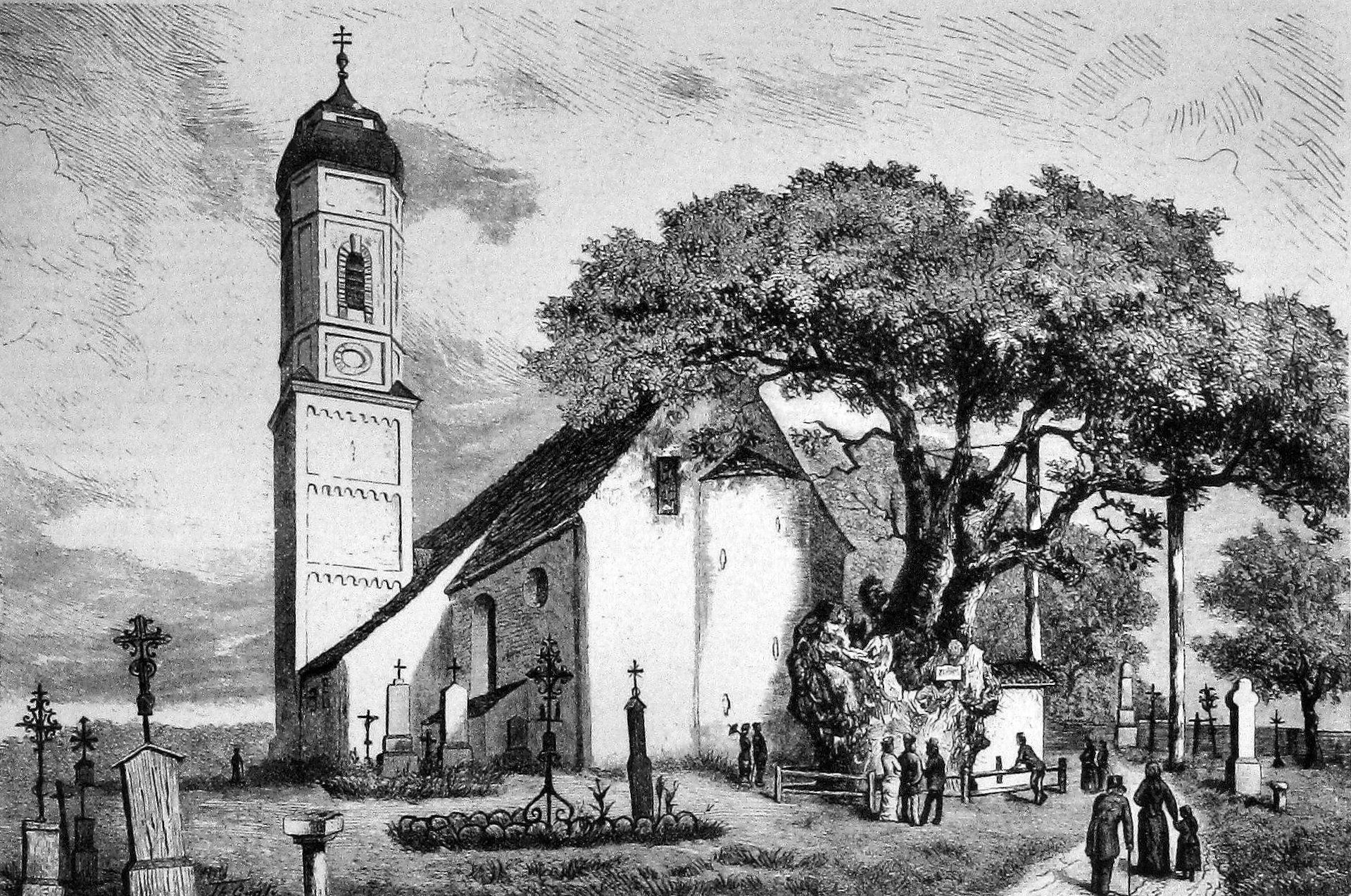
Teiul Edignei

Teiul Edignei, numit și "Teiul de 1000 de ani", este un tei cu frunza mare (Tilia platyphyllos), situat în cimitirul de lângă biserica Sankt Sebastian din Puch, un cartier al orașului Fürstenfeldbruck, Bavaria, Germania.
Fosile de tei au fost găsite în formațiuni terțiare din Grinnell Land, Canada, cât și în Spitzbergen, Norvegia.

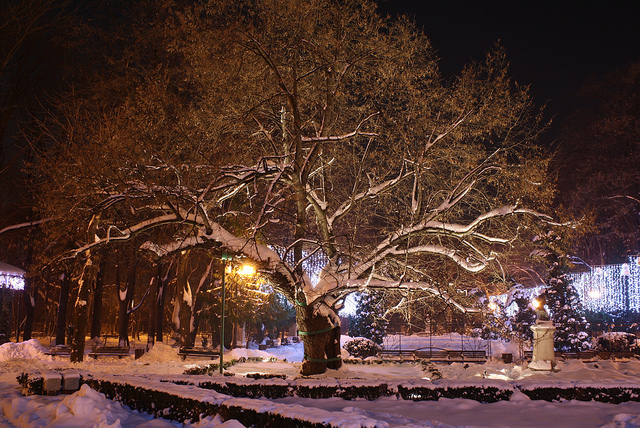
Teiul lui Eminescu, Iași, decembrie 2012

## Valoare terapeutică și ecoprotectivă

### Uz medicinal
Florile, frunzele, scoarța și cărbunele (obținut din lemn) de tei sunt folosite în scopuri medicinale. Ingredientele active ale acestora includ flavonoizi (cu rol antioxidant) și uleiuri volatile. Planta conține și taninuri, cu rol astringent.
Florile se recoltează, cu sau fără bractee, exclusiv pe timp însorit, înainte de înflorirea completă, când o parte din flori sunt încă în faza de boboc. Uscarea se face la umbră, în strat subțire, în poduri acoperite cu tablă sau în încăperi bine aerisite. În 5-7 zile consecutive de uscare, florile ajung la o umiditate de sub 13%. Randamentul de uscare este de 3-3,5 kg flori proaspete pentru un kg flori uscate. Florile uscate sunt dulcegi și lipicioase, iar fructul dulce și mucilaginos. Ceaiul de tei (preparat prin infuzia florilor) are un gust plăcut, datorat aromelor uleiului volatil din flori. Având o acțiune calmantă asupra sistemului nervos central, ceaiul din flori de tei este folosit în scopuri terapeutice.
Florile de tei sunt folosite mai ales pentru tratarea răcelilor, tusei, febrei, infecțiilor, inflamațiilor, presiunii arteriale înalte, durerilor de cap (mai ales migrenele), dar și ca diuretic (crește producerea de urină), antispasmodic și sedativ. Medicina tradițională asiatică folosește flori de Tilia (uz intern) ca tratament pentru vindecarea afecțiunilor tractului respirator, a febrei sau gripei.
Cercetări recente sugerează că florile ar putea fi hepatoprotective.
Scoarța și alburnul (lemnul moale dintre scoarță și măduvă) sunt folosite pentru a trata afecțiuni ale ficatului, colecistului și celulitei (inflamarea pielii și a țesutului adipos).
În formă carbonizată, lemnul de tei este ingerat pentru a trata boli intestinale și, prin aplicare topică, pentru a calma infecții ale membrelor inferioare. În medicina veterinară, se folosește cărbunele de tei (20 g, în lapte îndulcit), pentru tratarea afecțiunilor digestive ale rumegătoarelor.
Băile de relaxare și aromoterapia pot include esență de tei sau flori scufundate in apă.
Mugurii și frunzele tinere sunt, de asemenea, comestibile.
Există ideea că nectarul de Tilia tomentosa ar conține manoză, substanță care poate fi toxică pentru albine. Această idee este falsă; numeroasele albine comatoase (în comă) care pot fi găsite pe jos în perioada înfloririi sale reflectă, în realitate, lipsa surselor viabile de nectar, la sfârșitul verii, în special în zonele urbane.

### Valoare ecoprotectivă

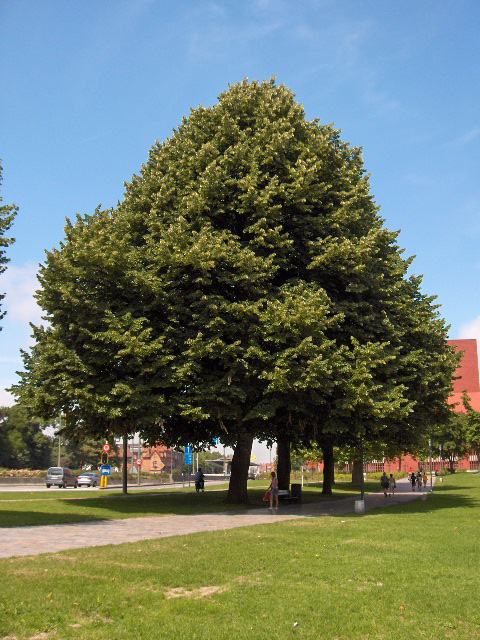
Tilia

Scriind în apărarea teilor din Iași, botanistul Ionel Lupu afirmă că "la 50 de ani, teiul (Tilia tomentosa) încă manifestă o creștere activă, realizează anual un număr de peste 300.000 de frunze, însumând o suprafață verde de aproximativ 600 mp. Într-o zi de vară, acest tei mediu poate filtra 4.000-5.000 mc de aer, din care consumă aproximativ 9 kg dioxid de carbon și produce 6-7 kg oxigen. Sub coroana teiului temperatura aerului este mai mică cu 3-4 grade C, datorită albedoului de 20% al frunzișul (acesta reflectă o parte din radiația solară), iar aerul este mai umed, datorită transpirației arborelui. Cele 300.000 de frunze tomentoase, cu peri stelați, inclusiv pe pețiol, pot reține cantități importante de praf, care apoi este spălat de ploi și ajunge pe sol. În privința acestei însușiri, teiul este pe locul 3, după stejar și ulm." 

Același expert sugerează că "nu este neglijabilă nici capacitatea teilor de a emite fitocide, substanțe organice complexe de autoapărare împotriva microorganismelor și a insectelor, dar care sunt utile și omului, distrugând bacilul tuberculozei, agentul dizenteriei și al unor afecțiuni pulmonare." 

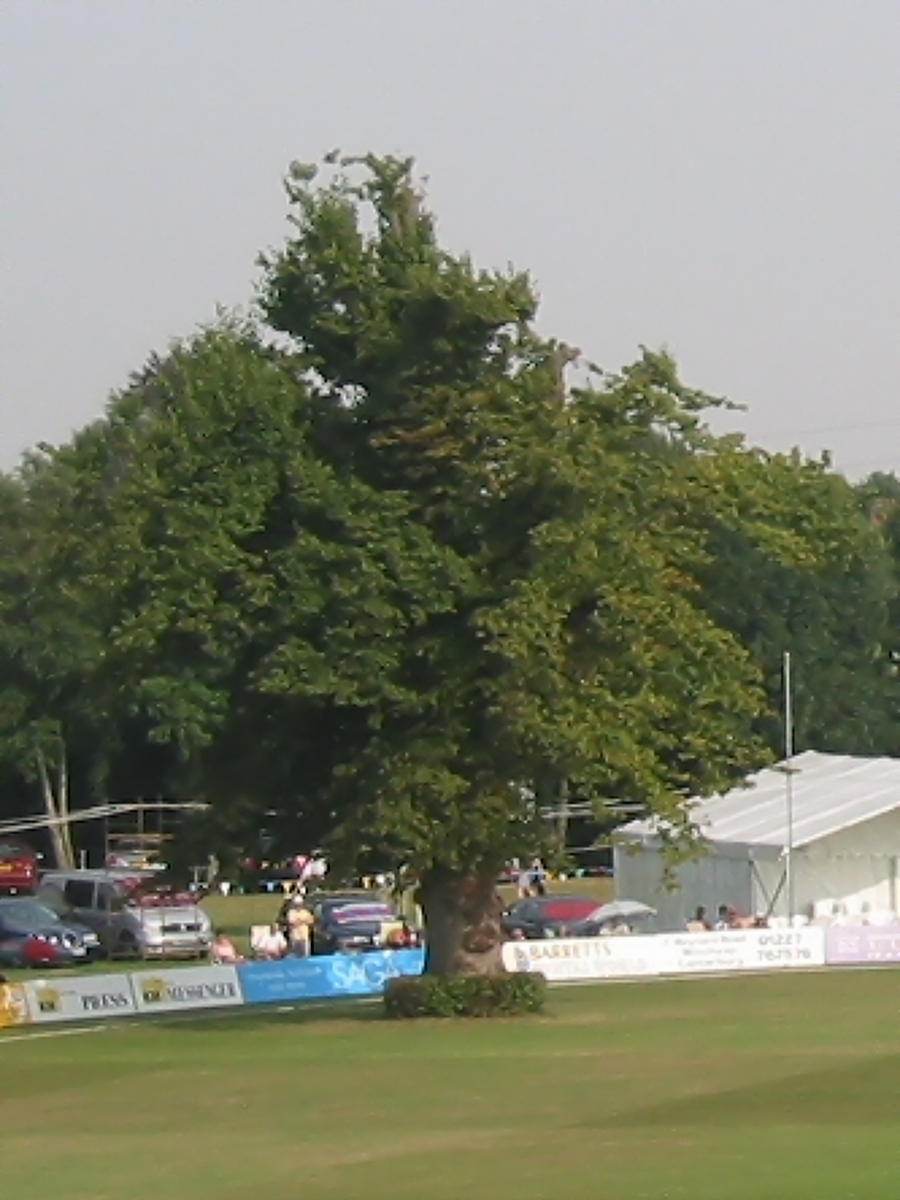
Teiul Sfântului Laurențiu, Kent.

### Ca arbore santinelă
Metodele moderne de analize fizico-chimice ale frunzelor afectate de poluare (arsuri) includ recoltarea de mostre de la așa-numiții “arbori santinelă” sau “arbori bioindicatori”. Acest procedeu de monitorizare a poluării atmosferice este mult mai ieftin decât cel clasic, iar teiul argintiu se pretează foarte bine la rolul de “arbore santinelă” (bioindicator).

## Simbol cultural și literar
În mitologia vechilor slavi, teiul (lipa) era considerat un arbore sacru. În Polonia, numeroase sate poartă încă numele "Święta Lipka" (sau similare), în traducere literală "Sfântul Tei". În regiunea Bosniei și Herțegovinei, dar și în alte state învecinate, "teiul este considerat un copac sfânt și în vechime se socotea un păcat de moarte dacă cineva îndrăznea să îl taie".
De fapt, istoricul Ivan Evseev constată că "teiul este o podoabă preferată a grădinilor publice, a ogrăzilor și curților oamenilor, a străzilor și ulițelor din satele și orașele Europei. Statura sa mândră, coroană bogată, frunzele mari și late în formă de inimă, dar mai ales parfumul îl recomandă ca arbore ornamental în aliniamente stradale și grădini publice.
În Iași,  istoria teilor ca arbori ornamentali este atestată din secolul al XIX-lea, arborele devenind de-a lungul următoarelor secole un simbol informal al orașului. 
Totodată, teii joacă un motiv literar semnificativ în mai multe poezii scrise de Mihai Eminescu. Iată un citat relevant din poezia sa, „Mai am un singur dor”:
Pătrunză talanga 
Al serii rece vânt
Deasupră-mi teiul sfânt
Să-și scuture creanga. 
Într-adevăr, s-a remarcat că în poezia eminesciană "teiul este pomul preferat : sub el se culcă și dorm cei doi iubiți, în timp ce florile cad din pom și îi acoperă cu un covor parfumat. Altă dată parfumul teilor în floare, la umbra răchitelor, învăluie fericirea solitară a celor doi."
Atașamentul lui Mihai Eminescu pentru tei pare să fie o nostalgie germanică, din perioada studiilor facute de poet la Viena si Berlin. La moartea sa, poetul a fost înmormântat în cimitirul Bellu, sub un tei.

## Galerie

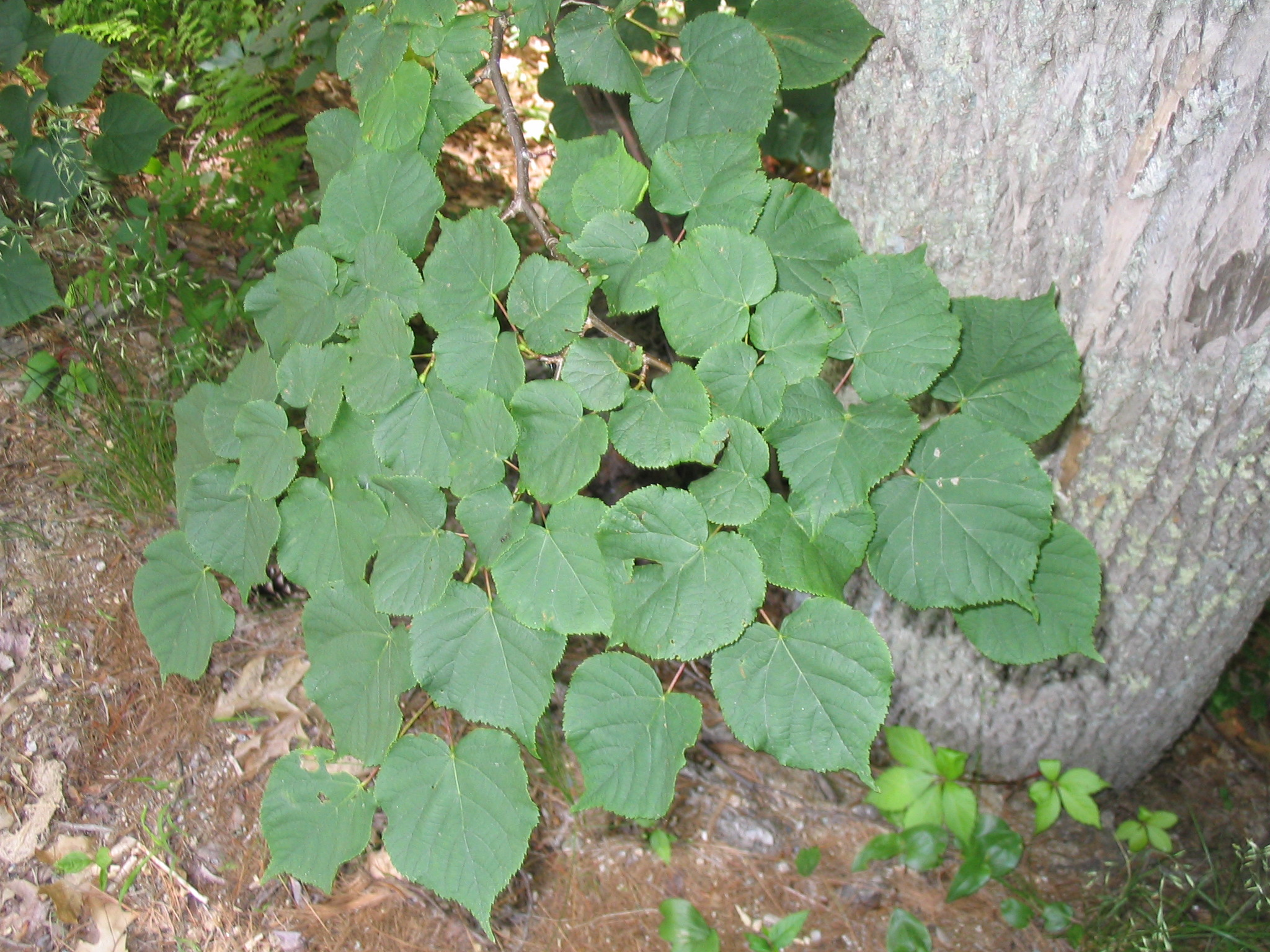
Tilia americana
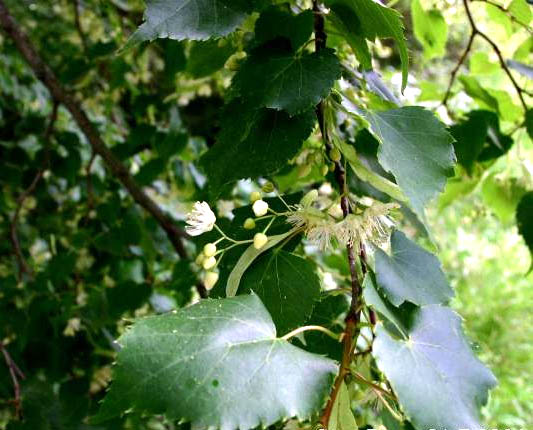
Tilia cordata
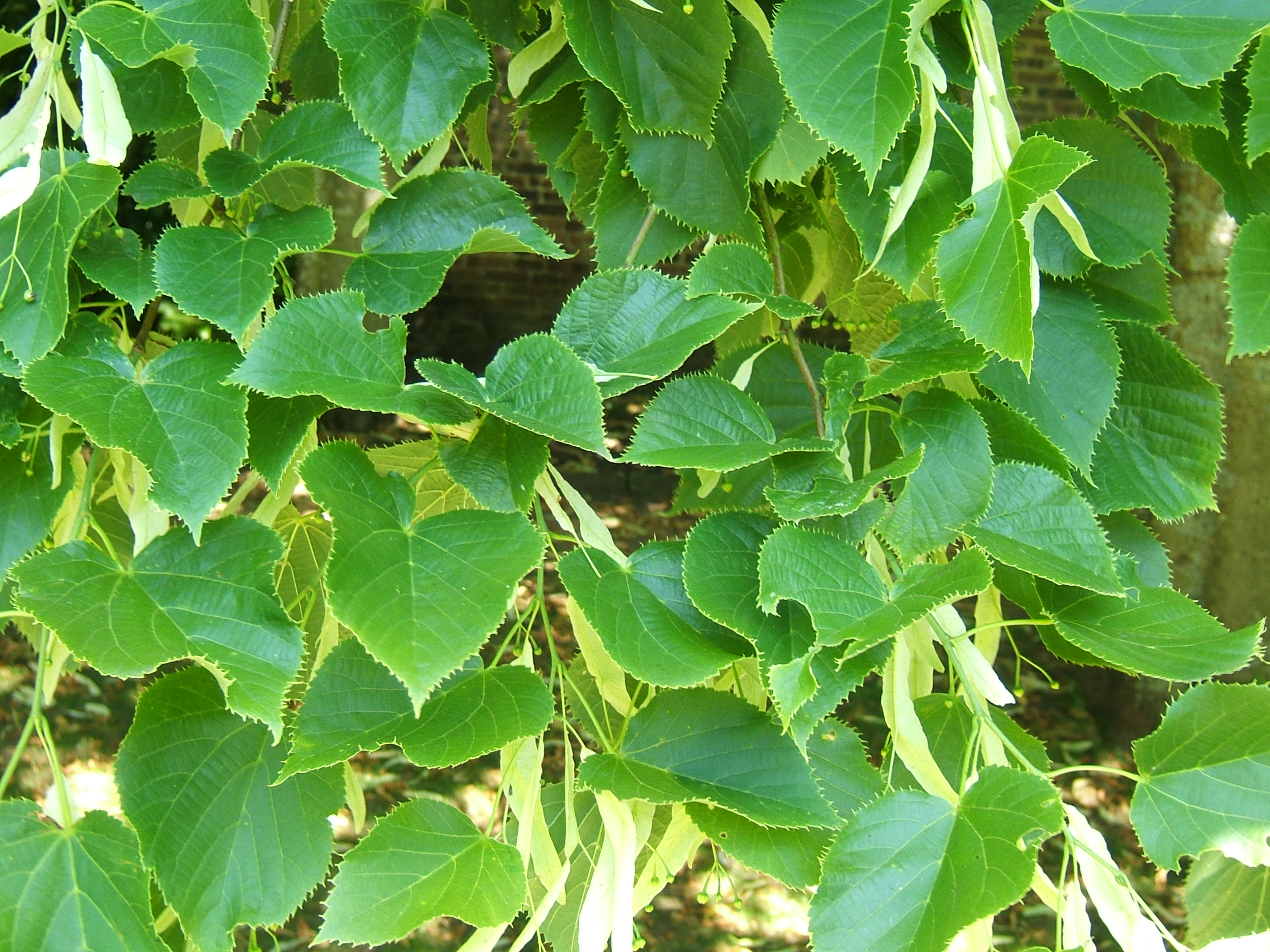
Tilia henryana
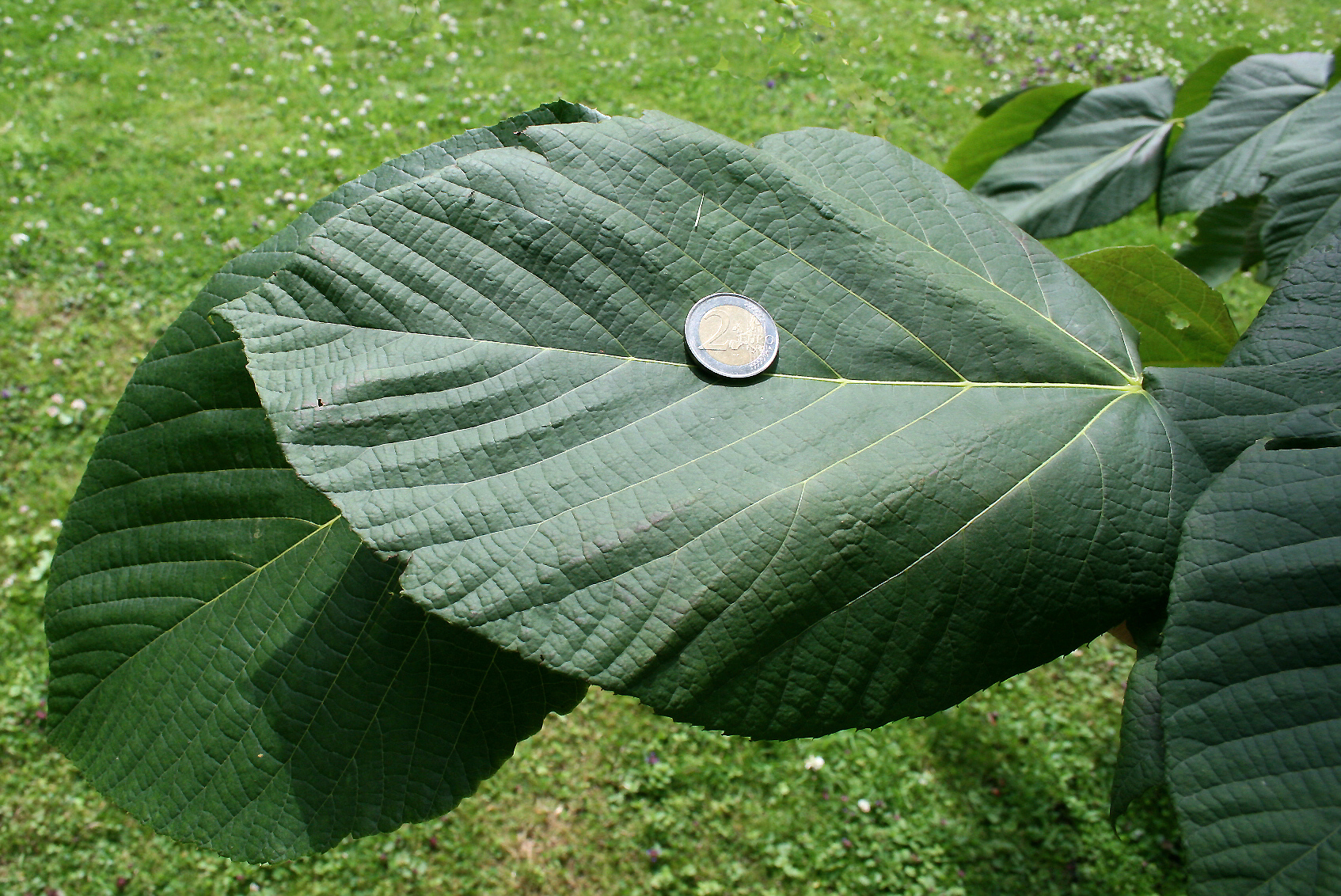
Tilia heterophylla (syn. T. monticola)
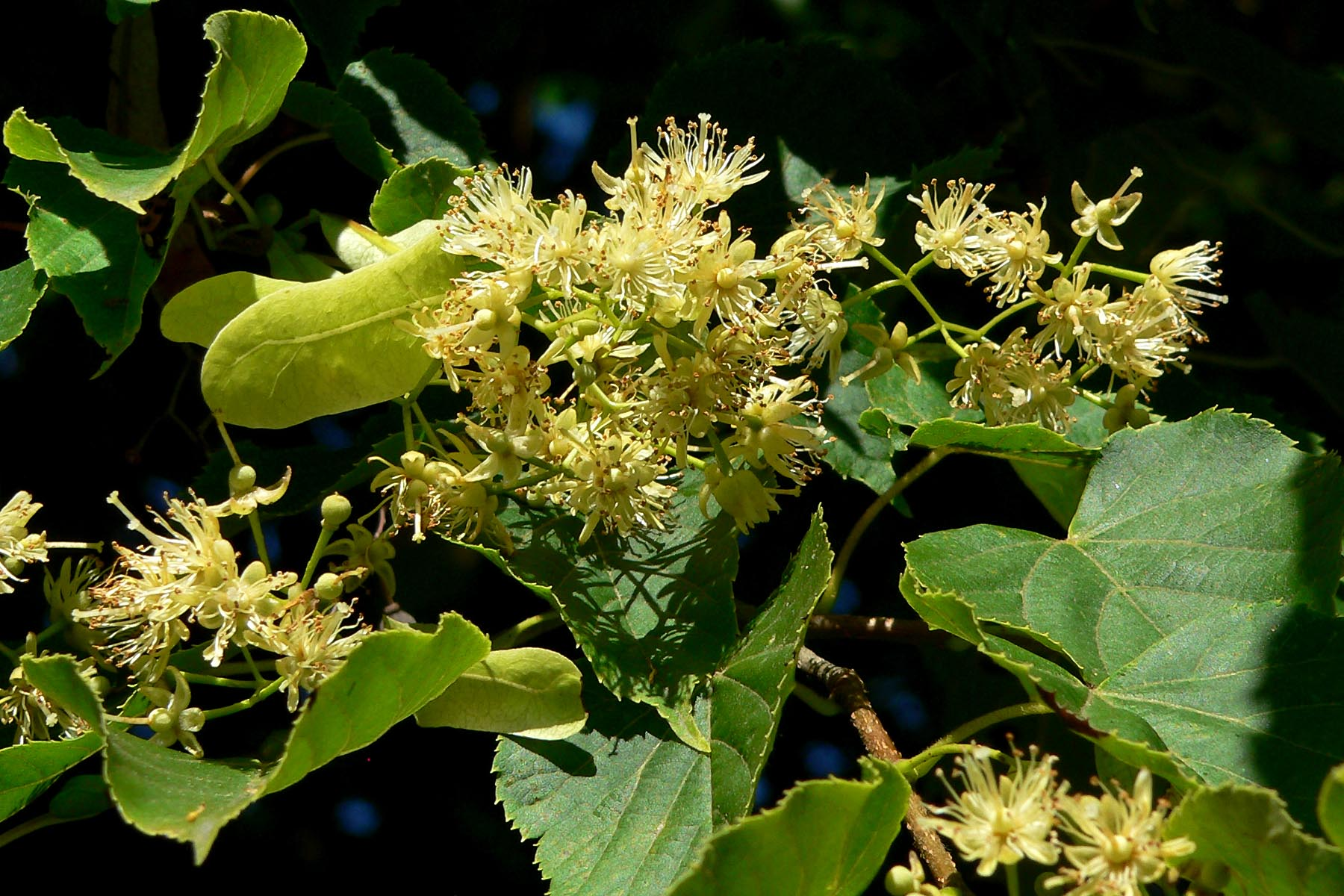
Tilia insularis
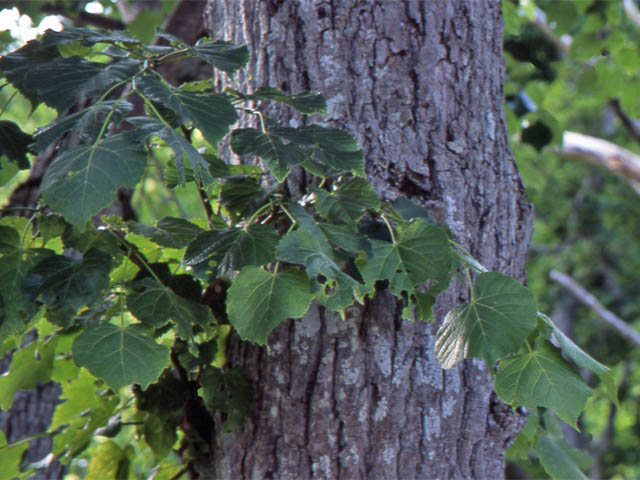
Tilia japonica
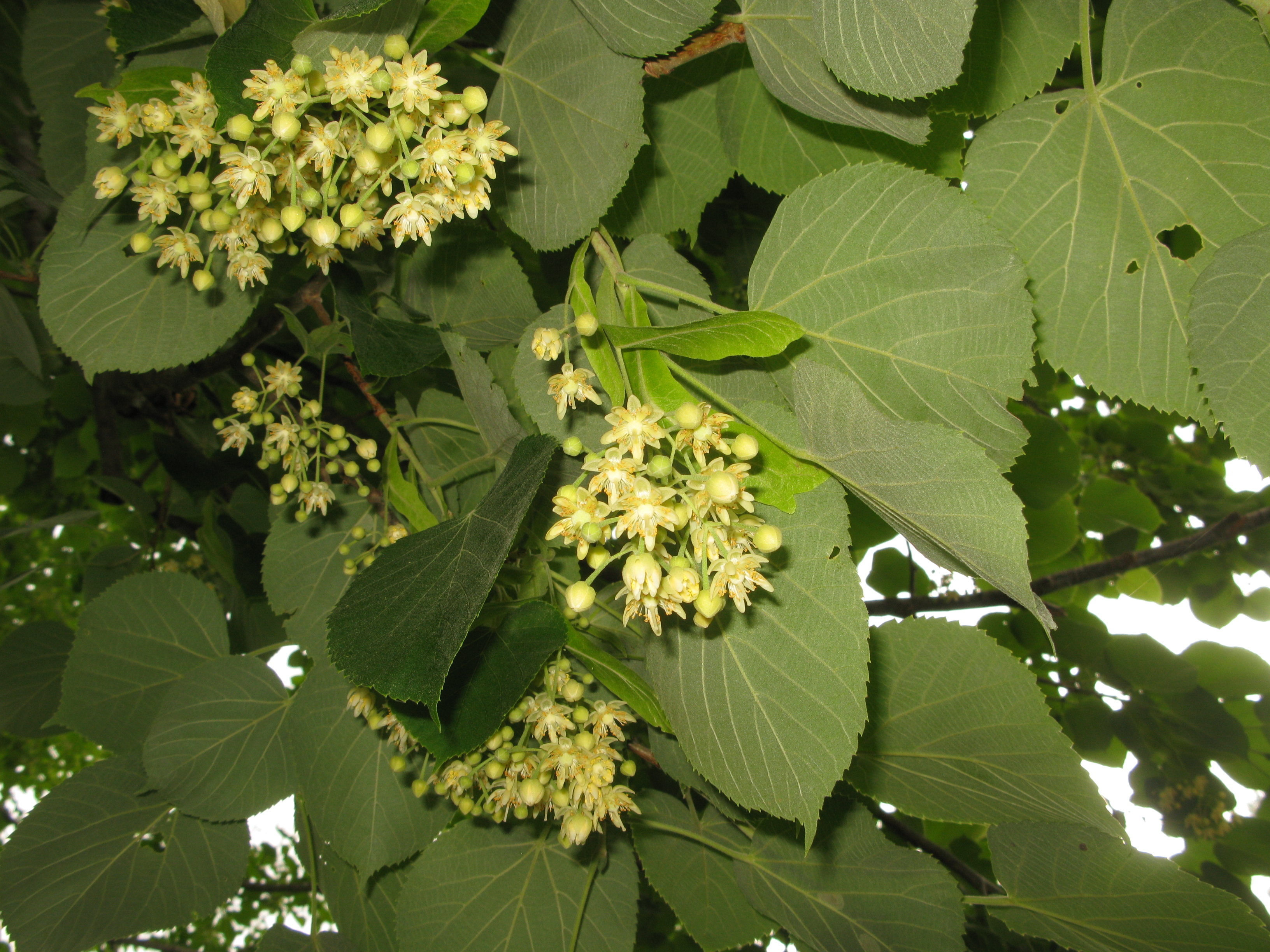
Tilia maximowicziana
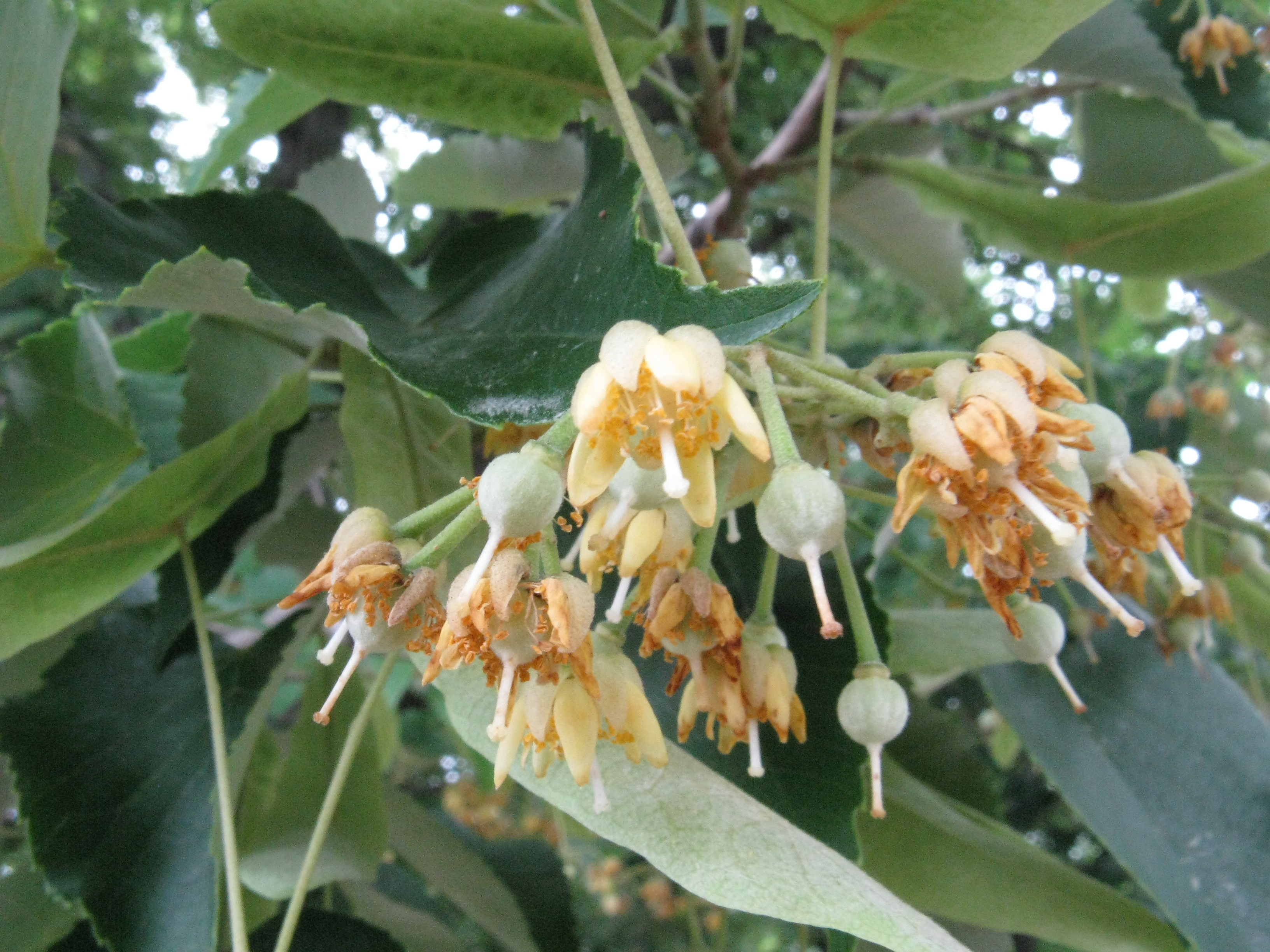
Tilia miqueliana
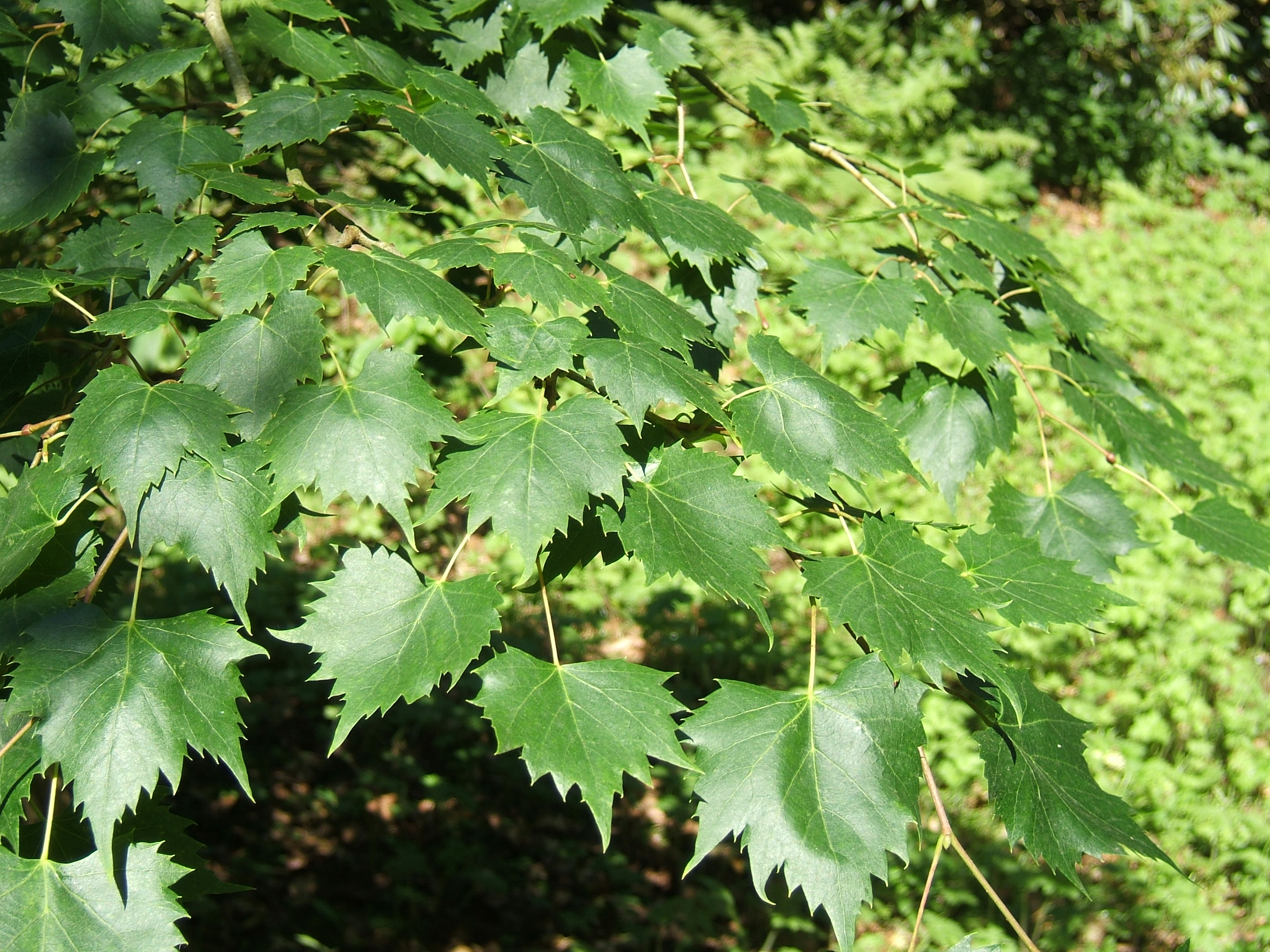
Tilia mongolica
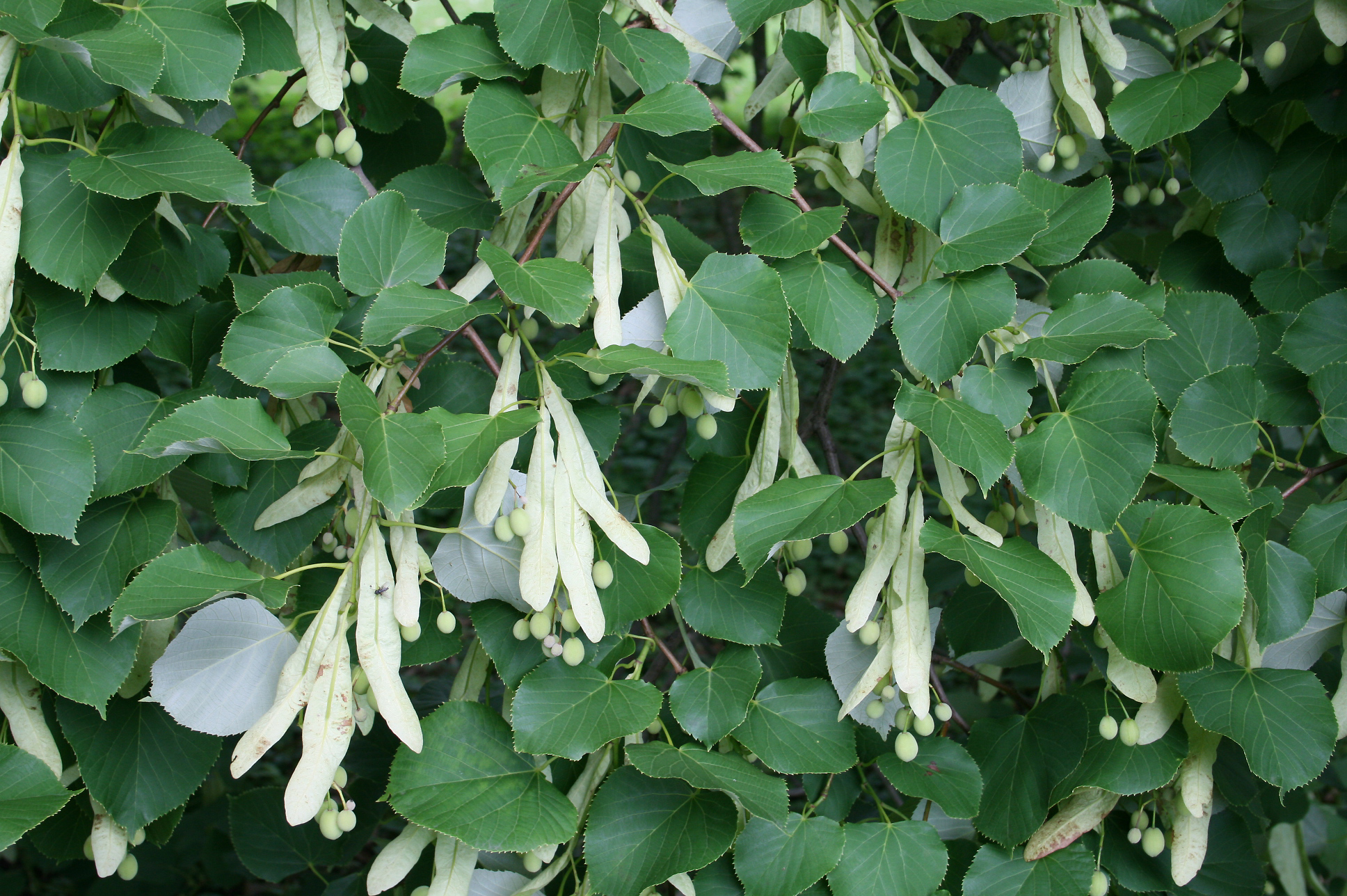
Tilia oliveri
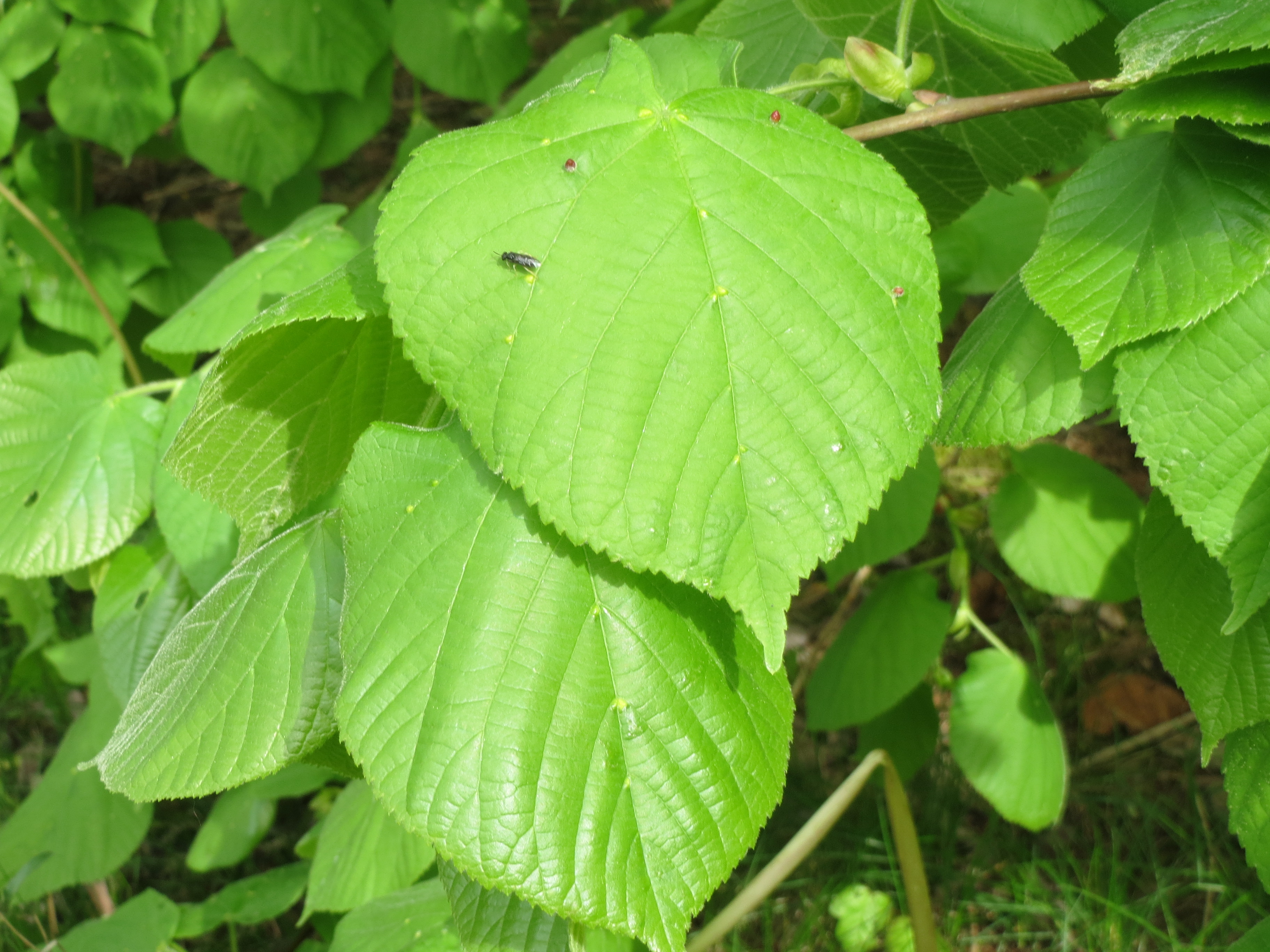
Tilia platyphyllos
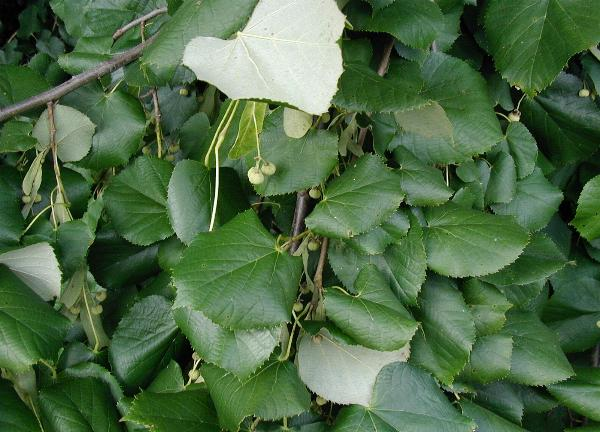
Tilia tomentosa

## Legături externe
- „Tilia” în Dicționar dendrofloricol la DEX online